# 14134 Penkala
14134 Penkala eller 1998 RP42 är en asteroid i huvudbältet som upptäcktes den 14 september 1998 av LINEAR i Socorro County, New Mexico. Den är uppkallad efter Brad Penkala.
Asteroiden har en diameter på ungefär 3 kilometer.